# Strohoed

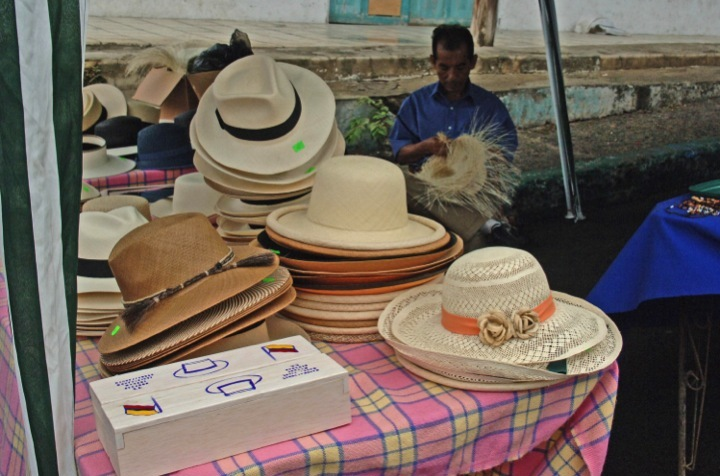
Panamahoeden, op de achtergrond een hoedenvlechter

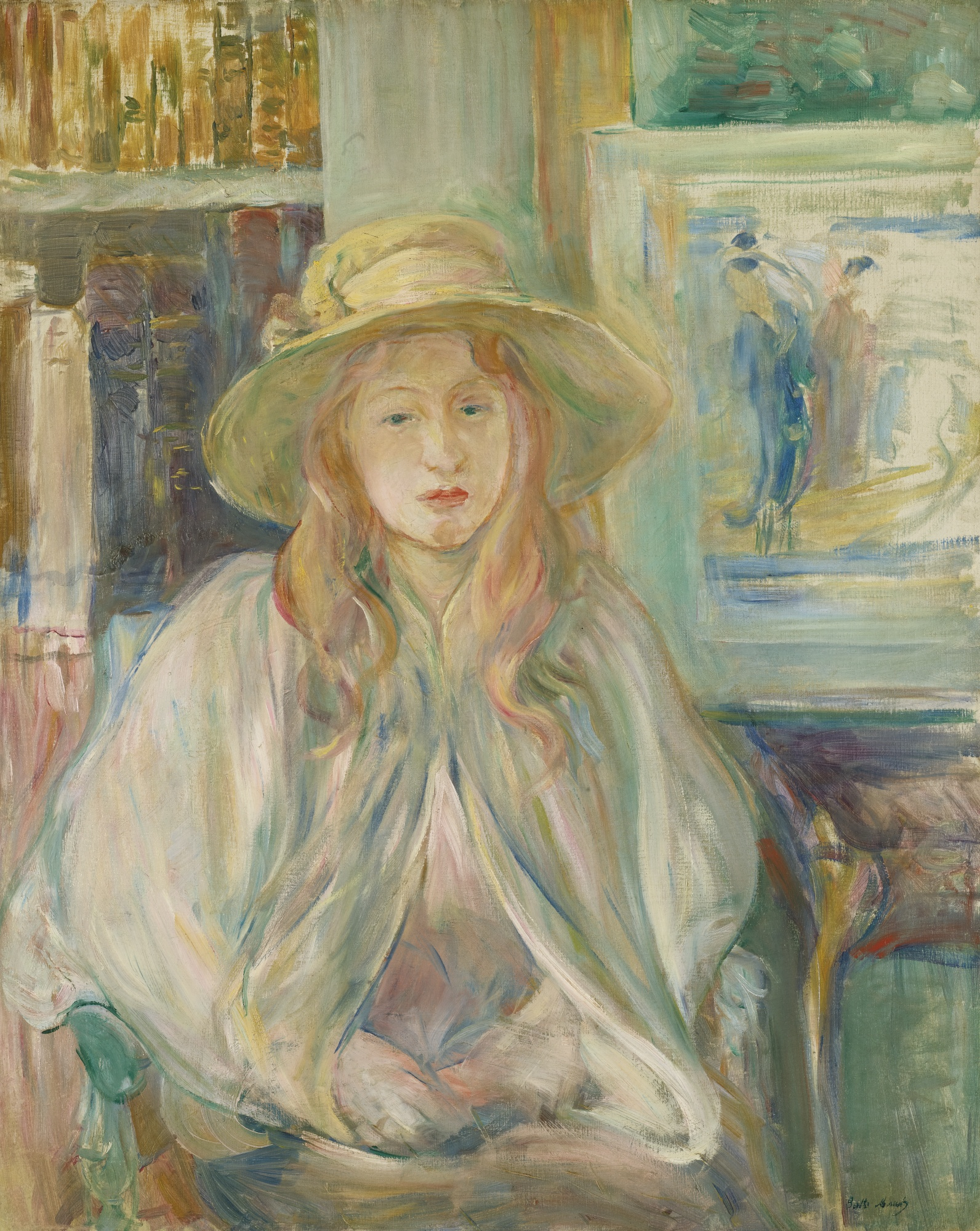
Fille au chapeau de paille, van Berthe Morisot (1892).

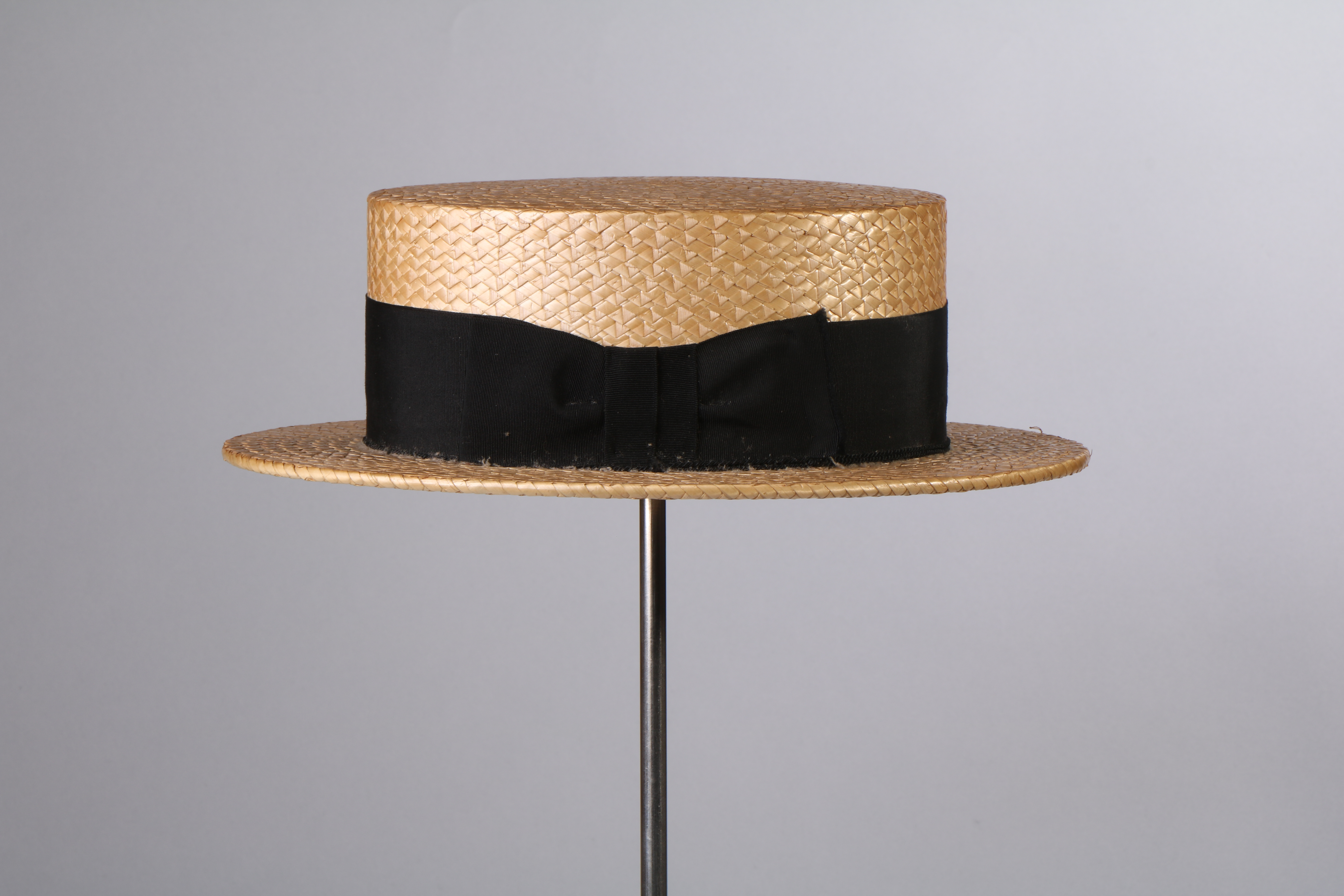
Hoed in natuurkleurige stro met breed zwart ripslint, 1910-1929, MMH.2008.0630, Modemuseum Hasselt.

Een strohoed is een hoofddeksel dat vervaardigd is uit vlechtwerk van stro.
Voordeel van een strohoed is dat deze heel licht en, door de porositeit, luchtig is. Door een brede rand zorgt de strohoed voor schaduw. Hij is echter enkel geschikt om te dragen bij mooi weer.
Strohoeden werden vaak in huisnijverheid vervaardigd en vanaf de 18e eeuw ontstond er een levendige handel in deze hoeden. De dorpen in de vallei van de Jeker, met centra als Rukkelingen-aan-de-Jeker, kenden vele strohoedenmakers en strovlechtsters (tresseuses de paille). Deze activiteit werd vooral in de 19e eeuw en het eerste kwart van de 20e eeuw beoefend. Sommigen hoedenmakers trokken weg en begonnen elders een hoedenwinkel. Ook werd het stro wel in de strohoedenstreek voorbereid (deze moest onder meer worden platgemaakt), opgestuurd naar de steden waar hoedenwinkels waren, waarna strohoedenmakers vanuit de Jekervallei voor enkele maanden als seizoenarbeider in deze steden gingen werken om de hoeden aldaar te vervaardigen.
Strohoeden zijn er in heren- en damesmodellen. Het herenmodel is vaak gebaseerd op een cowboyhoed of een fedora. Het damesmodel heeft gewoonlijk een bolle vorm en een brede rand. Meestal is er om de hoed een lint aangebracht. Sommige strohoeden zijn bovendien voorzien van kunstige versieringen in het vlechtwerk.
Bijzondere soorten van strohoed zijn de canotier, de panamahoed en de sombrero.
Als materiaal kan roggestro worden toegepast, maar ook papierstro en exotische strosoorten worden gebruikt